# Rhizomys pruinosus
Rhizomys pruinosus är en däggdjursart som beskrevs av Edward Blyth 1851. Rhizomys pruinosus ingår i släktet egentliga bamburåttor och familjen råttdjur. Inga underarter finns listade i Catalogue of Life.
Artepitet i det vetenskapliga namnet är det latinska ordet pruinosus (kalt/frostigt). Det syftar på utbredningen i frostiga bergstrakter.

## Utseende
Arten är liksom andra släktmedlemmar en stor gnagare. Den blir 24 till 34,5 cm lång (huvud och bål), har en 9 till 13 cm lång svans och väger 1,5 till 2,5 kg. Bakfötterna är 4 till 5 cm långa och öronen är 1,3 till 2 cm stora. Pälsen har på ovansidan en gråbrun till brun färg och undersidan är lite ljusare. I ovansidan finns flera glest fördelade styvare hår som har en vit spets. Därför ser ovansidan lite prickig ut. Svansen är i princip naken med några enstaka hår. Rhizomys pruinosus skiljer sig dessutom från andra arter av släktet Rhizomys i avvikande detaljer av skallens konstruktion.

## Utbredning
Denna gnagare förekommer i huvudskaligen i sydöstra Kina samt i andra delar av det sydostasiatiska fastlandet västerut till västra Myanmar och söderut till nordvästra Malaysia (Malackahalvön). En avskild populations lever i norra Indien. Arten vistas vanligen i låglandet och i låga bergstrakter mellan 100 och 1500 meter över havet. Ibland når den 4000 meter över havet. Habitatet utgörs främst av skogar med bambu som undervegetation. Rhizomys pruinosus hittas även i områden där skogar, gräsmarker, regioner med bambu och buskskogar bildar en mosaik.

## Ekologi
Arten gräver underjordiska bon som består av en tunnel, av ett nästa som är 32 cm lång och 12 cm bred (genomsnittsvärden), av en latrin och av en extra gång som används vid faror. Vid utgången bildas en jordhög. När honan inte är brunstig lever varje exemplar ensam. Rhizomys pruinosus lämnar boet under natten för att leta efter rötter och unga skott av bambuplantor. Dessutom äts gräs av släktet Polypogon och i viss mån andra rötter. Fortplantningen kan ske under alla årstider men de flesta ungar föds under senvåren samt under senhösten. Dräktigheten varar cirka 22 dagar och sedan föds upp till fem ungar per kull. Ungarna diar sin mor 56 till 78 dagar. Ungarna blir så jämförelsevis sent könsmogna och individerna lever därför ganska länge jämförd med andra gnagare. I regioner där även Rhizomys sinensis förekommer vistas Rhizomys pruinosus i områden som ligger lägre än 1000 meter över havet.

## Status
Denna bamburåtta hotas av landskapsförändringar och av jakt för köttets skull. Den förekommer i olika naturskyddsområden. IUCN kategoriserar arten globalt som livskraftig.

## Bildgalleri

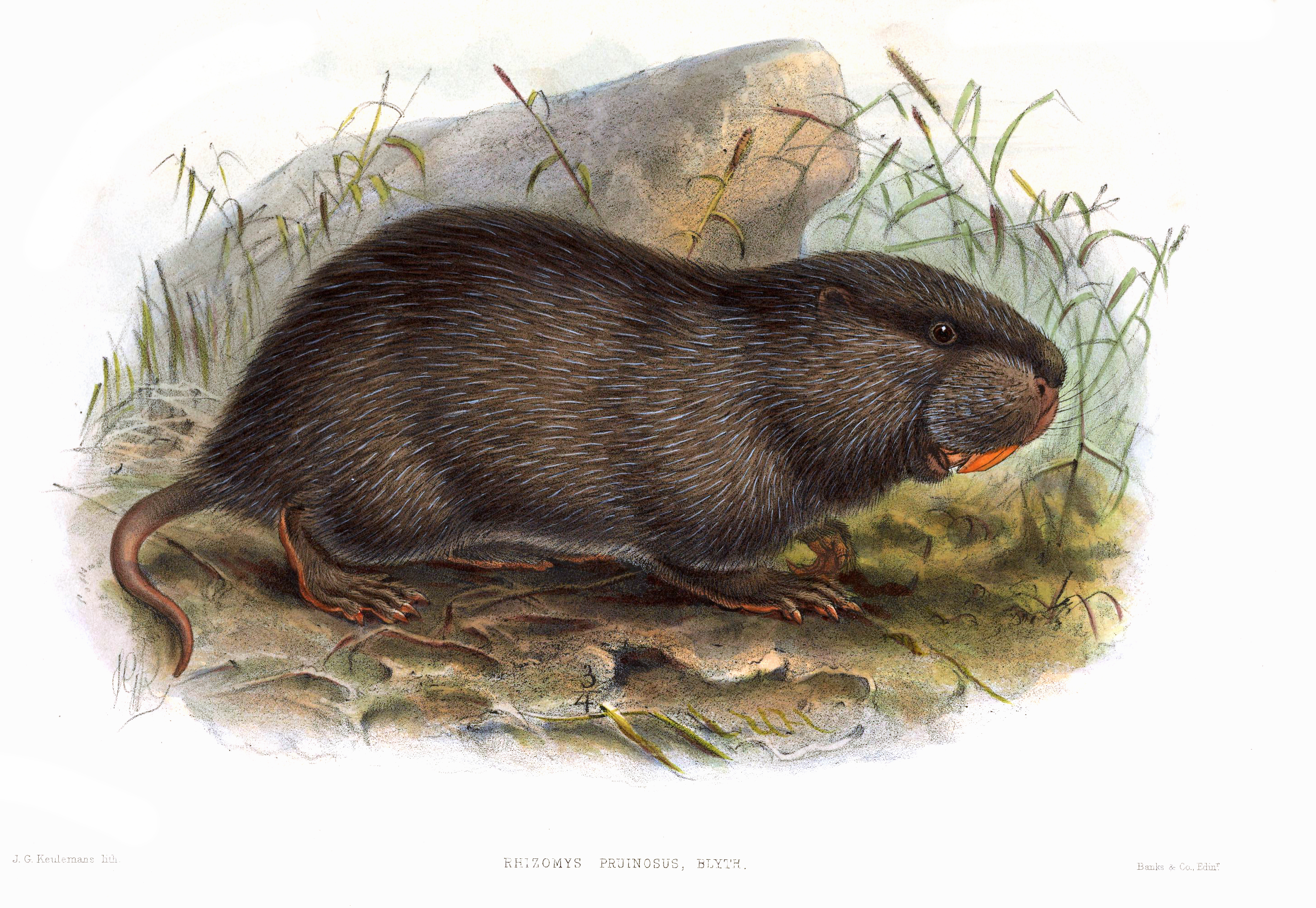